# Giovanna Roa
Giovanna Angela Roa Cadin (Santiago, 20 de noviembre de 1986) es una diseñadora, política y feminista chilena, militante de Revolución Democrática. Ejerció como miembro de la Convención Constitucional por el distrito N.°10 hasta la disolución de dicho órgano.

## Biografía

### Estudios y vida laboral
Realizó sus estudios básicos y medios en el Colegio de los Sagrados Corazones- Monjas Francesas , en la comuna de Providencia, egresando el año 2004. Su educación superior la cursó entre 2005 y 2011 en la Pontificia Universidad Católica de Chile, donde se tituló de Diseñadora.
Entre abril de 2014 y julio de 2016 se desempeñó como Jefa de Gabinete del Fondo Nacional de Salud (FONASA), y desde 2018 se desempeña como Investigadora Asociada del Centro de Ingeniería Organizacional del Departamento de Ingeniería Industrial de la Universidad de Chile.

### Trayectoria política
Es militante fundadora de Revolución Democrática, llegando incluso al cargo de primera vicepresidenta de la colectividad.
En 2010 fue vicepresidenta de la Federación de Estudiantes de la Universidad Católica de Chile (FEUC) por la Nueva Acción Universitaria, movimiento universitario de centroizquierda; en dicho espacio de representación estudiantil llegó a participar en el movimiento estudiantil. Es Codirectora de la plataforma cultural feminista Ruidosa.
En las elecciones presidenciales de 2017, fue directora ejecutiva de la campaña presidencial de la candidata Beatriz Sánchez. A su vez, fue asesora parlamentaria de la diputada de Revolución Democrática, Maite Orsini.
En el contexto del plebiscito nacional de 2020, Roa impulsó la campaña «Que Chile Decida» del Frente Amplio, luego participó y colaboró en la tramitación del proyecto de paridad de género en la Convención Constitucional en el Congreso.
En las elecciones del 15 y 16 de mayo de 2021 se presentó como candidata por el 10° distrito, Región Metropolitana, en calidad de militante de Revolución Democrática y como parte del pacto Apruebo Dignidad. Obtuvo 3875 votos correspondientes a un 0,91 % del total de sufragios válidamente emitidos llegando así a ser una de las convencionales constituyentes para el proceso constituyente de Chile. En dicho cargo de representación pública integró Comisión de Derechos Humanos, Verdad Histórica y Bases para la Justicia, Reparación y Garantías de no Repetición. Posteriormente, se incorporó a la Comisión Temática sobre Principios Constitucionales, Democracia, Nacionalidad y Ciudadanía.

## Historial electoral

### Elecciones de convencionales constituyentes de 2021
- Elecciones de convencionales constituyentes de 2021, para convencional constituyente por el distrito 10 (La Granja, Macul, Ñuñoa, Providencia, San Joaquín y Santiago)[4]

|  | 12,3 % |

|  | 9,3 % |

|  | 7,5 % |

|  | 5,1 % |

|  | 4,5 % |

|  | 4,4 % |

|  | 3,4 % |

|  | 2,9 % |

|  | 2,5 % |

|  | 2,4 % |

|  | 1,8 % |

|  | 0,9 % |

|  | 0,7 % |

|  | 0,5 % |